# دانا أغيشيفا
دانيا (دانا) أوديلشيفنا أجيشيفا (الروسية: Дания́ (Да́на) Одельше́вна Аги́шева) ممثلة روسية، حائزة على جائزة في مهرجانات الأفلام الدولية في كينوشوك والمحيط الهادئ ميريديان. رشحت لجائزة النسر الذهبي (2012).

## روابط خارجية
- دانا أغيشيفا على موقع IMDb (الإنجليزية)
- دانا أغيشيفا على موقع ألو سيني (الفرنسية)
- دانا أغيشيفا على موقع قاعدة بيانات الفيلم (الإنجليزية)
- دانا أغيشيفا على موقع كينوبويسك (الروسية)